# Campeonato Brasileiro de Futebol Sub-20 de 2022
O Campeonato Brasileiro de Futebol Sub-20 de 2022, foi a 8.ª edição da principal divisão do futebol brasileiro da categoria Sub-20 e organizada pela Confederação Brasileira de Futebol (CBF). A competição disputada apenas por jogadores nascidos a partir de 2002, ou seja, é restrita à categoria Sub-20.
Nesta edição, a competição estreou um novo formato, mantendo apenas o número de participantes de 20 equipes. A equipe campeã garante vaga na decisão da Supercopa do Brasil Sub-20 em 2022.

## Regulamento
O Sub-20 de 2022 foi disputada por vinte clubes, divididos em dois grupos e dividido em duas fases conforme o Regulamento Específico da Competição. Na primeira fase, as vinte equipes jogarão uma fase classificatória e divididos em dois grupos, avançando para a fase seguinte as quatro melhores equipes de cada grupo. Na última fase, as oito melhores equipes jogarão no sistema eliminatório e com jogos de ida e volta, até a semifinal. Pois, a final do campeonato será realizado em jogo único com campo neutro pré-definido pela CBF.
- Primeira fase: 20 clubes, divididos em dois grupos, jogando contra todos em seus respectivos grupos e em turno único.
- Segunda fase: 8 melhores clubes classificados na fase anterior, jogando no sistema eliminatório e com jogos de ida e volta até a semifinal. Tendo o campeonato, decidido em final única em campo neutro.

## Critérios de desempate
Em relação a primeira fase, é aplicado os seguintes critérios:
1. Número de vitórias
2. Saldo de gols
3. Gols marcados
4. Número de cartões vermelhos
5. Número de cartões amarelos
6. Sorteio

Em caso de empate nas partidas da Segunda fase, o desempate para indicar o vencedor será observando-se o critério abaixo:
- Cobrança de pênaltis, de acordo com os critérios adotados pela International Board.
- A disputa de pênaltis, quando aplicável, deverá ser iniciada até 10 (dez) minutos após o término da partida.

Em relação a final do campeonato, apenas uma prorrogação será disputada em caso de empate no tempo regulamentar, seguida de disputa de pênaltis se persistir a igualdade.

## Participantes
| Equipe               | Cidade            | Estado | Em 2021 | Estádio (mando)         | Capacidade | Títulos        |
| -------------------- | ----------------- | ------ | ------- | ----------------------- | ---------- | -------------- |
| América Mineiro      | Belo Horizonte    | MG     | 12º     | Estádio das Alterosas   | 2 000      | 0 (não possui) |
| Athletico Paranaense | Curitiba          | PR     | 7º      | CT do Caju              | 1 367      | 0 (não possui) |
| Atlético Goianiense  | Goiânia           | GO     | 20º     | CT do Dragão            | —          | 0 (não possui) |
| Atlético Mineiro     | Belo Horizonte    | MG     | 3º      | Estádio das Alterosas   | 2 000      | 1 (2020)       |
| Bahia                | Salvador          | BA     | 19º     | Joia da Princesa        | 16 274     | 0 (não possui) |
| Botafogo             | Rio de Janeiro    | RJ     | 8º      | CEFAT                   | —          | 0 (não possui) |
| Ceará                | Fortaleza         | CE     | 16º     | Cidade Vozão            | 4 000      | 1 (2016)       |
| Chapecoense          | Chapecó           | SC     | 14º     | CT da Água Amarela      | —          | 0 (não possui) |
| Corinthians          | São Paulo         | SP     | 13º     | Parque São Jorge        | 16 000     | 0 (não possui) |
| Cruzeiro             | Belo Horizonte    | MG     | 10º     | Arena do Jacaré         | 18 870     | 1 (2017)       |
| Flamengo             | Rio de Janeiro    | RJ     | 4º      | Gávea                   | 8 000      | 1 (2019)       |
| Fluminense           | Rio de Janeiro    | RJ     | 9º      | Estádio das Laranjeiras | 8 000      | 1 (2015)       |
| Fortaleza            | Fortaleza         | CE     | 17º     | CT Ribamar Bezerra      | —          | 0 (não possui) |
| Grêmio               | Porto Alegre      | RS     | 11º     | CT Hélio Dourado        | 16 500     | 0 (não possui) |
| Internacional        | Porto Alegre      | RS     | 1º      | Passo D'Areia           | 10 600     | 1 (2021)       |
| Palmeiras            | São Paulo         | SP     | 5º      | Allianz Parque          | 43 713     | 1 (2018)       |
| Red Bull Bragantino  | Bragança Paulista | SP     | ND      | CFA Jarinu              | —          | 0 (não possui) |
| Santos               | Santos            | SP     | 18º     | Primeiro de Maio        | 15 759     | 0 (não possui) |
| São Paulo            | São Paulo         | SP     | 2º      | CT de Cotia             | 1 500      | 0 (não possui) |
| Vasco da Gama        | Rio de Janeiro    | RJ     | 6º      | Nivaldão                | 2 184      | 0 (não possui) |

## Segunda fase
Em itálico, os times que possuem o mando de campo no primeiro jogo do confronto. Em negrito, os clubes classificados
|  | Quartas-de-final     | Quartas-de-final     | Quartas-de-final  | Quartas-de-final  |   |           | Semifinais                   | Semifinais                   | Semifinais                   | Semifinais                   |  |  | Final          | Final          | Final          | Final          |
|  | 13 a 21 de agosto    | 13 a 21 de agosto    | 13 a 21 de agosto | 13 a 21 de agosto |   |           | 28 de agosto a 4 de setembro | 28 de agosto a 4 de setembro | 28 de agosto a 4 de setembro | 28 de agosto a 4 de setembro |  |  | 25 de setembro | 25 de setembro | 25 de setembro | 25 de setembro |
|  |                      |                      |                   |                   |   |           |                              |                              |                              |                              |  |  |                |                |                |                |
|  | Internacional        | 1                    | 0                 | 1                 |   |           |                              |                              |                              |                              |  |  |                |                |                |                |
|  | Flamengo             | 1                    | 2                 | 2                 |   |           |                              |                              |                              |                              |  |  |                |                |                |                |
|  | Flamengo             | 1                    | 2                 | 2                 |   | Flamengo  | 0                            | 0                            | 0                            |                              |  |  |                |                |                |                |
|  |                      |                      |                   |                   |   | Flamengo  | 0                            | 0                            | 0                            |                              |  |  |                |                |                |                |
|  |                      | Corinthians          | 1                 | 1                 | 2 |           |                              |                              |                              |                              |  |  |                |                |                |                |
|  | América Mineiro      | Corinthians          | 1                 | 1                 | 2 | 0         | 2                            | 2 (2)                        |                              |                              |  |  |                |                |                |                |
|  | América Mineiro      |                      |                   |                   |   | 0         | 2                            | 2 (2)                        |                              |                              |  |  |                |                |                |                |
|  | Corinthians (pen)    | 2                    | 0                 | 2 (4)             |   |           |                              |                              |                              |                              |  |  |                |                |                |                |
|  |                      |                      |                   |                   |   |           |                              |                              |                              |                              |  |  | Corinthians    | 0              |                |                |
|  |                      |                      | Palmeiras         | 1                 |   |           |                              |                              |                              |                              |  |  |                |                |                |                |
|  | Vasco da Gama        | 1                    | 0                 | 1 (3)             |   |           |                              |                              |                              |                              |  |  |                |                |                |                |
|  | Palmeiras (pen)      | 0                    | 1                 | 1 (4)             |   |           |                              |                              |                              |                              |  |  |                |                |                |                |
|  | Palmeiras (pen)      | 0                    | 1                 | 1 (4)             |   | Palmeiras | 5                            | 1                            | 6                            |                              |  |  |                |                |                |                |
|  |                      |                      |                   |                   |   | Palmeiras | 5                            | 1                            | 6                            |                              |  |  |                |                |                |                |
|  |                      | Athletico Paranaense | 2                 | 1                 | 3 |           |                              |                              |                              |                              |  |  |                |                |                |                |
|  | São Paulo            | Athletico Paranaense | 2                 | 1                 | 3 | 3         | 1                            | 4                            |                              |                              |  |  |                |                |                |                |
|  | São Paulo            |                      |                   |                   |   | 3         | 1                            | 4                            |                              |                              |  |  |                |                |                |                |
|  | Athletico Paranaense | 1                    | 4                 | 5                 |   |           |                              |                              |                              |                              |  |  |                |                |                |                |

Atualizado em 25 de setembro.

### Final
A decisão do Brasileirão Su-20 de 2022, foi disputada pelo Derby Paulista entre, Palmeiras e Corinthians, que venceu seus dois confrontos diante do Flamengo, a final foi realizada em jogo único na Neo Química Arena, já que o Corinthians teve a melhor campanha e teve transmissão da TV Band e do canal SporTV, do Grupo Globo. A decisão foi realizada às 11 horas no domingo, dia 25 de setembro e teve como equipe campeã, o Sub-20 do Palmeiras ao vencer seu rival pelo placar de 1 a 0, único gol marcado pelo jogador Endrick.
| 25 de setembro de 2022 | Corinthians | 0-1    | Palmeiras   | Neo Química Arena, São Paulo |
| 11:00                  |             | Súmula | 63' Endrick | Árbitro: SP João Vitor Gobi  |

| Corinthians | Palmeiras |